# Geografía de América del Sur

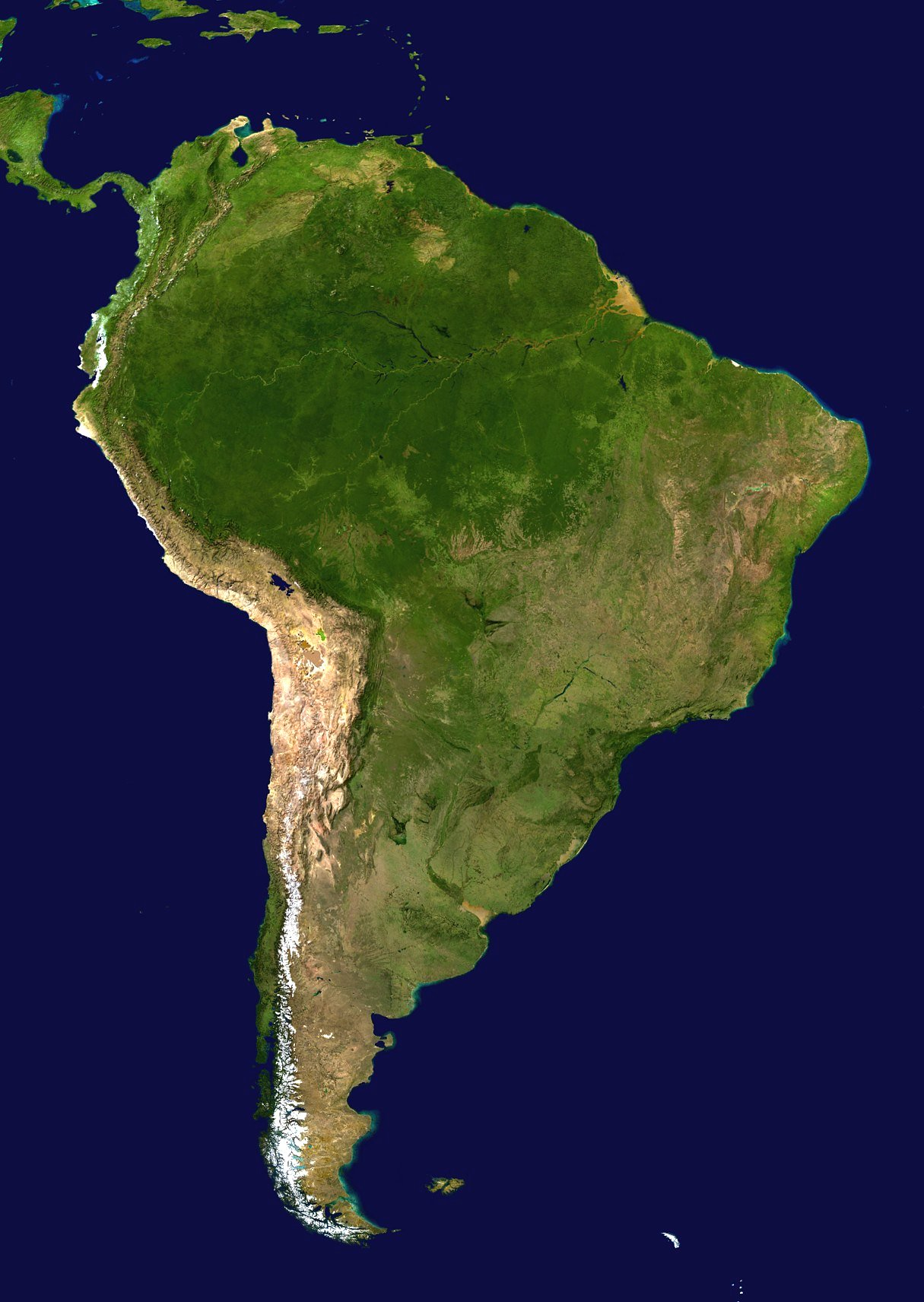
Imagen satelital de Sudamérica.

Geográficamente, América del Sur es generalmente considerada la porción sur del continente americano y el sur y el este del Canal de Panamá. Dependiendo de la fuente, América del Sur y América del Norte son a veces consideradas un único continente o supercontinente, mientras que sus regiones constituyentes son en rara ocasión llamadas subcontinentes. Geopolíticamente, los países que unen el norte y el sur son considerados otro subcontinente: América Central.
La plataforma continental de América del Sur incluye varias islas, la mayor parte de las cuales son controladas por los países del propio continente (Dependencias Federales y Estado Nueva Esparta de Venezuela), así como otros países independientes (Trinidad y Tobago) o dependientes (Aruba, Bonaire y Curazao, colonia de los Países Bajos), aunque en estos casos se prefiere integrar estos países a la región de Las Antillas.
Aquí se encuentra el río más largo y caudaloso del mundo: el Río Amazonas, la cordillera más larga: Cordillera de los Andes, el río más ancho: el Río de la Plata, la montaña más alta del planeta fuera de Asia: el Aconcagua, el desierto más seco: Atacama, la selva más grande: Selva Amazónica, la ciudad capital a mayor altura: Quito,ya que La Paz, Bolivia no es considerada capital, la cascada más alta: Salto Ángel en Venezuela, la elevación litoral más alta del planeta: Sierra Nevada de Santa Marta en Colombia, el lago navegable más alto: el Titicaca, la ciudad más austral: Ushuaia en Argentina, la localidad más austral: Puerto Toro en Chile, y la tercera mayor extensión de hielos continentales: el Hielo continental patagónico, entre Argentina y Chile.

## Países por superficie
| Clasificación | País      | The World Factbook (Año 2010) |
| 12            | Brasil    | 8 515 767                     |
| 11            | Argentina | 2 780 400                     |
| 10            | Perú      | 1 285 216                     |
| 9             | Colombia  | 1 141 748                     |
| 8             | Bolivia   | 1 098 581                     |
| 7             | Venezuela | 916 445                       |
| 6             | Chile     | 756 102                       |
| 5             | Paraguay  | 406 752                       |
| 4             | Ecuador   | 283 561                       |
| 3             | Guyana    | 214 970                       |
| 2             | Uruguay   | 176 215                       |
| 1             | Surinam   | 163 820                       |

## Clima
América del Sur presenta una gran variedad de climas. Cabe destacar que debido a que la mayor parte del territorio se encuentra por encima del trópico de capricornio, el clima predominante es el tropical, que abarca la mayor parte de los territorios de Brasil, Bolivia, Paraguay, Perú, Ecuador, Colombia y Venezuela. En Guyana, Surinam y Guayana Francesa es el único clima existente. Se caracteriza por elevadas temperaturas todo el año, así como elevada humedad ambiental. Variantes del mismo se deben a diferencias de precipitaciones, como en el chaco de la Argentina, Bolivia y Paraguay donde hay una estación seca entre los meses de abril y octubre, o zonas donde son abundantes todo el año, como en toda la zona cercana al ecuador. También dentro de esta zona se observan variaciones en la temperatura por acción de la altitud, lo que permite la existencia de nieves perpetuas en montañas de más de 5000 m de altura en la zona ecuatorial.
El océano Pacífico muestra su influencia total en las zonas al oeste de la cordillera de los Andes y por debajo de la línea del ecuador. La resultante de esto se manifiesta en las temperaturas suaves que se observan en las costas chilena y peruana. las temperaturas varían poco con las estaciones y los días. Las precipitaciones cambian drásticamente con la latitud, así a partir de los 35º sur las encontramos muy abundantes, mientras que si viajamos al norte, por encima de los 25º sur donde se encuentra el desierto de Atacama, prácticamente están ausentes.
El clima subtropical se encuentra en una amplia zona que se ubica en el extremo sur de Brasil, este de Paraguay, centro y norte de Argentina y la totalidad de Uruguay. Se caracteriza por tener altas temperaturas en verano y temperaturas entre frías y templadas en invierno, dependiendo la zona. Las precipitaciones son contantes durante todo el año en la parte este de esta zona climática, pero a medida que viajamos al oeste las precipitaciones invernales disminuyen constantemente, hasta hacerse efímeras en el centro de Argentina. En la costa central de este último país también se encuentra el clima marítimo, con temperaturas suaves, constituyendo una rareza ya que este tipo de clima se halla solo en las costas occidentales de los continentes.
El centro de Chile presenta un clima mediterráneo, que está definido por tener un verano caluroso, pero seco y ausente de precipitaciones. El invierno es fresco y lluvioso. 
También en Sudamérica encontramos varios desiertos y zonas semidesérticas, cada uno con características diferentes. El ya citado desierto de Atacama es conocido por ser uno de los más secos del mundo. El desierto patagónico es el más grande de los de América del Sur y el séptimo en el mundo. Es muy frío, ventoso, con grandes amplitudes térmicas tanto estacionales como diarias. Aquí se registran las menores temperaturas del continente exceptuando las montañas. Otros desiertos menores los encontramos en la costa norte de Venezuela y centro de Argentina. Las zonas semidesérticas se encuentran en las sabanas del noreste de Brasil y en el Chaco, en el centro-norte de Argentina y oeste de Paraguay. En este último lugar se han registrado las temperaturas más elevadas de Sudamérica, donde en los meses estivales se han rozado los 50 °C.
Por último en el extremo sur donde se ubican las islas de Tierra del Fuego y Malvinas, encontramos pequeñas zonas con climas de tundra y subpolares, donde el verano en promedio no supera los 10 °C.

Glaciar Perito Moreno

## Hidrografía
El 26% del agua dulce de la Tierra se encuentra en Sudamérica, donde destacan por su enorme extensión las cuencas del río Amazonas, la mayor del planeta, la del río Orinoco y la del río Paraná. Por su estructura geológica presenta dos grandes tipos de ríos: los que desembocan en el Atlántico son largos, caudalosos, mientras que los que desembocan en el Pacífico son cortos y torrenciales, ya que en su recorrido desde los Andes hasta el océano deben salvar un gran desnivel. Además, los ríos que desembocan en el Mar Caribe se asemejan mucho a los que desembocan en el Pacífico. También se destaca el Acuífero Guaraní, el tercero más grande del mundo, capaz de abastecer a la población mundial por 200 años. Es compartido por Argentina, Brasil, Paraguay y Uruguay.

### Principales ríos

#### Río Amazonas
El río Amazonas, con 6400 km de largo, es el más extenso y caudaloso de nuestro planeta, seguido en longitud con gran cercanía por el río Nilo en el este y norte de África y en cuanto caudal por el río Congo (río Zaire), en el centro de ese mismo continente. Nace en la convergencia de los ríos Marañón y Ucayali en Perú, para convertirse luego en el Amazonas propiamente dicho. Pasa levemente por Colombia y luego entra a Brasil donde hará la mayor parte de su recorrido hasta desembocar en el estado de Pará en numerosas ramas.

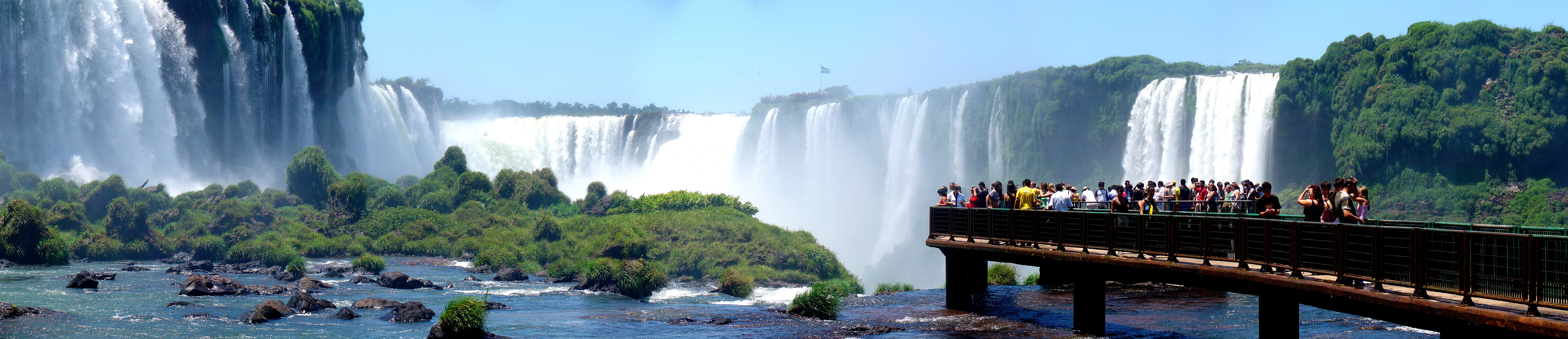
Cataratas del Iguazú

El Amazonas transporta más agua que el Misisipi, el Nilo y el Yangtze combinados; su área de drenaje o cuenca es así mismo la mayor del orbe. El volumen de agua llevado hacia el Atlántico es enorme: con un promedio anual de 120 000 m³ por segundo, alcanza hasta 300 000 m³ por segundo en la temporada lluviosa.
En efecto, el Amazonas es responsable de un quinto de toda el agua dulce incorporada a los océanos de la Tierra. Agua perfectamente bebible puede ser extraída mar adentro de la desembocadura, hasta una distancia desde la cual la costa ya no es visible. La salinidad del océano Atlántico es notablemente inferior en un radio de varios miles de kilómetros alrededor de aquel punto hacia el norte de su desembocadura: recordemos que en esta zona las corrientes marinas traen de manera intermitente el agua salada hacia la desembocadura y aceleran la salida hacia el océano durante el reflujo de las mareas. Este es el motivo por el que la desembocadura del Amazonas forma un estuario más que un delta.

#### Río Orinoco
Ubicado en la zona norte de América del Sur, el río Orinoco constituye el segundo río más caudaloso de América, después del Amazonas, con un caudal promedio de unos 30 000 m³ por segundo. Nace en el cerro Delgado Chalbaud en la serranía de Parima, ubicado en la frontera entre el estado Amazonas en Venezuela y Brasil, en el Macizo Guayanés. El río discurre casi todo por Venezuela y forma parte de la frontera natural con Colombia. Drena gran parte de Venezuela y aproximadamente una cuarta parte del territorio colombiano.

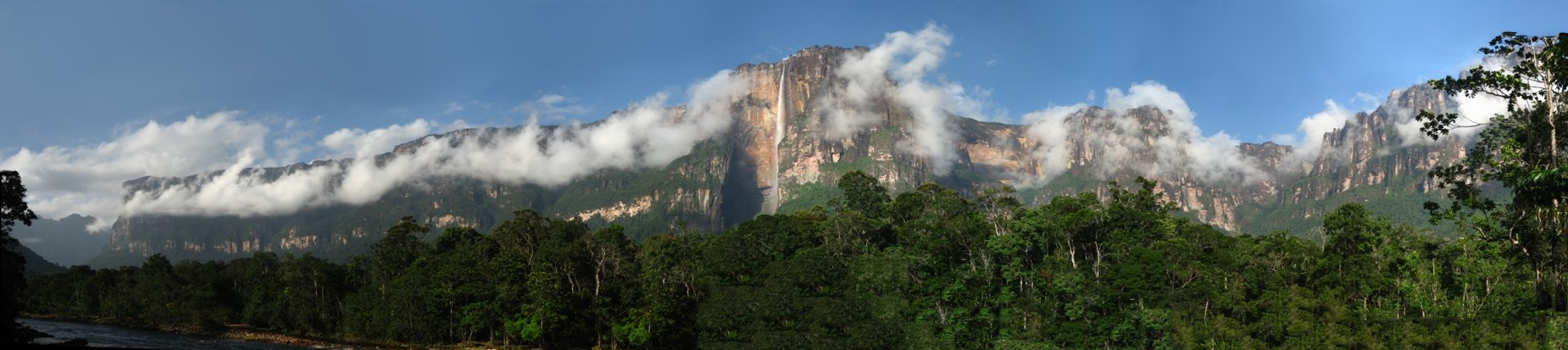
Salto Ángel, la cascada más alta del mundo, en la cuenca del Orinoco.

La cuenca del Orinoco es muy extensa, con más de un millón de km². Su curso dibuja un gran arco primero hacia el Noroeste, luego hacia el Oeste hasta la triple confluencia con el Guaviare y el Atabapo, y luego hacia el Norte a lo largo de la frontera venezolana con Colombia, hasta la confluencia con el Meta, cuando entra definitivamente en territorio venezolano. A partir de la confluencia con el Apure, toma la dirección Este-Noreste hacia el Océano Atlántico, recorriendo un total de 2.140 kilómetros (el Orinoco - Guaviare tendría más de 2800 kilómetros de longitud).
El clima de la región se caracteriza por presentar una temperatura media de 26,7 °C, la máxima media es de 32,3 °C y la mínima media es de 23 °C. La pluviosidad alcanza desde 900 mm hasta 2500 mm, entre mínimas y máximas respectivamente. Los vientos alisios del Noreste y Sudeste, al ponerse en contacto con tierras deltanas producen el viento Este-Oeste que avanza por el cauce del Orinoco. Durante la crecida se observa la presencia del llamado viento barinés, el cual se desplaza siguiendo la misma dirección del Orinoco. En la época de menor precipitación pluvial actúan en la zona los vientos llamados "nortes".

#### Río Paraná
Aunque menos caudaloso que el Orinoco, el Río Paraná es mucho más largo e importante como vía de comunicación. Nace en la Meseta del Brasil, discurre hacia el sur hasta formar parte de la frontera con Paraguay, deja el Brasil en la desembocadura del río Iguazú para hacer las veces de frontera natural entre Paraguay y Argentina. Al recibir el cauce del río Paraguay, cambia su curso y se adentra en territorio argentino, separando primero las provincias de Corrientes y el Chaco, luego las de Santa Fe y Entre Ríos, para después unirse con el río Uruguay y formar el Río de la Plata.

#### Río de la Plata
El Río de la Plata surge de la conjunción de los ríos Paraná y Uruguay. Tiene un largo de 290 km, y separa la Argentina del Uruguay. En su tramo final forma un sector estuarial al desembocar en el Atlántico. La cuenca combinada del Río de la Plata y sus afluentes tiene una superficie de aproximadamente 3 200 000 de km².
Otros ríos extenso como el Madeira, Xingú, Negro, etc) son:
- El río Ucayali y el río Marañón que son los más extensos de Perú de aproximadamente 2000 km y van de sur a norte.
- El Tocantins y el São Francisco en el nordeste brasilero
- El Negro y el Santa Cruz en la Patagonia argentina.
- El río Paraguay, que nace en el Pantanal, el corazón mismo de Sudamérica, divide a la república de Paraguay en dos y termina desembocando en el río Paraná.
- El río Uruguay, con sus nacientes en las cumbres de la Sierra del Mar, en el sudeste del Brasil, discurre en forma de arco hacia el sur, conformando la frontera natural entre ese país y Argentina y entre ésta y el Uruguay, hasta su desembocadura en el Río de la Plata.
- El río Magdalena, río colombiano que discurre entre dos grandes ramales de las cordilleras andinas en dirección norte por aproximadamente 1200 km.